# Maisons-Alfort
 Maisons-Alfort  es una localidad y comuna de Francia, en la región de Isla de Francia, departamento de Valle del Marne, en el distrito de Créteil. La comuna conforma dos cantones: Maisons-Alfort-Nord y Maisons-Alfort-Sud.

## Demografía
Su población municipal a 1 de enero de 2007 era de 53 085 habitantes, 25 774 en Maisons-Alfort Norte y 27 311 en Maisons-Alfort Sur. Forma parte de la aglomeración urbana de París.
| 1 077 | 807 | 900 | 615 | 1 892 | 1 515 | 1 590 | 1 812 | 2 317 | 3 748 | 4 049 | 5 890 | 7 619 | 9 174 | 7 034 | 7 853 | 9 479 | 10 547 | 13 409 | 16 466 | 20 997 | 25 108 | 31 012 | 34 384 | 36 485 | 40 358 | 51 186 | 53 149 | 54 146 | 51 065 | 53 375 | 51 103 | 53 085 |
| Para los censos de 1962 a 1999 la población legal corresponde a la población sin duplicidades (Fuente: INSEE [Consultar]) |     |     |     |       |       |       |       |       |       |       |       |       |       |       |       |       |        |        |        |        |        |        |        |        |        |        |        |        |        |        |        |        |

No está integrada en ninguna Communauté de communes o similar.